# Curvulariopsis cymbisperma
Curvulariopsis cymbisperma är en svampart som först beskrevs av Narcisse Theophile Patouillard, och fick sitt nu gällande namn av M.B. Ellis 1961. Curvulariopsis cymbisperma ingår i släktet Curvulariopsis, divisionen sporsäcksvampar och riket svampar.   Inga underarter finns listade i Catalogue of Life.